# Nathalie Sorce
Nathalie Sorce (Jemeppe-sur-Sambre, 1979) è una cantante belga.
Ha rappresentato il Belgio all'Eurovision Song Contest 2000 con il brano Envie de vivre.

## Biografia
Il 18 febbraio 2000 Nathalie Sorce ha partecipato a Finale Nationale Concours Eurovision de la Chanson, la selezione belga del rappresentante per l'Eurovision, con il suo singolo di debutto Envie de vivre. È stata incoronata vincitrice dal televoto. All'Eurovision Song Contest 2000, che si è tenuto il successivo 13 maggio a Stoccolma, si è piazzata all'ultimo posto su 24 partecipanti con 2 punti totalizzati, entrambi provenienti dalla giuria macedone.

## Discografia

### Album in studio
- 2000 – Wonderful Grace

### Singoli
- 2000 – Envie de vivre